# Berberis peruviana
Berberis peruviana är en berberisväxtart som beskrevs av Schellenb.. Berberis peruviana ingår i släktet berberisar, och familjen berberisväxter. Inga underarter finns listade i Catalogue of Life.